# Los García
Los García es una telenovela ecuatoriana de comedia dramática, producida por José Romero y dirigida por Juan Salazar para Ecuavisa en 2024. La telenovela está basada en la historia argentina de 2004 creada por Mario Schajris y Adriana Lorenzón, Los Roldán. Su primera temporada se estrenó a través de Ecuavisa el 8 de octubre de 2024, y finalizó el 23 de diciembre de 2024. La segunda temporada se estrenó el 18 de agosto de 2025.
Está protagonizada por Diego Spotorno, Cecilia Cascante y María Karla Gómez, junto con Frank Bonilla como el antagonista principal; acompañados de Frances Swett, Marina Salvarezza, Anahí Festerling, Jaime Tamariz, Luciana Guschmer, Mauro Falcón, Gigi Mieles, Henry España, Daniela Sánchez, Fabián Tapia y Nicolás Maiques.

## Trama
Es la historia de una familia humilde y Pepe Pancho García (Diego Spotorno), el jefe de la familia, que repentinamente es nombrado como el presidente de una empresa multinacional. Esto pasa después de evitar el suicidio de Doña Isabel Luque (Marina Salvarezza), la presidenta y dueña de la Corporación Luque, una mujer de avanzada edad que sufre de una enfermedad terminal. Pepe Pancho le muestra a la mujer su vida diaria, mientras ella se recupera. En el trayecto también conoce a su familia, conformada por su cuñada Adelita (Cecilia Cascante), quien está enamorada de Pepe Pancho en secreto y lo ayudó en la crianza de sus hijos Toño (Mauro Falcón), Mónik, (Gigi Mieles) y María (Daniela Sánchez) tras la muerte de su esposa Gloria. También vive con ellos Bianca (Anahí Festerling), la hermana de Pepe Pancho. En señal de agradecimiento, Doña Isabel deja al jefe de la familia García al mando de su empresa, mientras ella viaja al extranjero a seguir un tratamiento. 
Es así como la familia García se muda de su humilde casa en el sur de Guayaquil, a la lujosa mansión de Isabel Luque, quién además es vecina de los Rossi, una familia adinerada a la que solo le importa eso, conformada por Vito Rossi (Frank Bonilla), su esposa Cuty (Frances Swett) y su hijo Enzo (Henry España). En ese momento se comenzarán a desarrollar una serie de sucesos, tanto trágicos como cómicos, los que traerán más de un dolor de cabeza a ambas familias.

## Reparto

### Principales
- Diego Spotorno como José Francisco “Pepe Pancho” García Borbor[5]
- Cecilia Cascante como Adela "Adelita" Vera[6]
- María Karla Gómez como Carolina Parker[7]
- Frank Bonilla como Vito Rossi
- Frances Swett como Cuty de Rossi
- Marina Salvarezza como Isabel Luque
- Nicolás Maiques como Lorenzo[8]
- Augusto Enríquez como Lucho Goya[9]
- Fernando Villao como Rogelio[10]
- Jaime Tamariz como César Manrique
- Emma Guerrero como Lola[11]
- Gigi Mieles como Mónik García Vera[12]
- Daniela Sánchez como María García Vera
- Mauro Falcón como Toño García Vera
- Luciana Guschmer como Liliana Manrique
- Anahí Festerling como Bianca García Borbor / Pedro García Borbor
- Viviana Salame como Sofía Andrade[13]
- Henry España como Enzo Rossi
- Fabián Tapia como Kevin Andrade
- Diego Chiang como Fernando Amador
- Cynthia Sánchez como Finita
- Raquel Villamar como Dulce Gorgor

### Recurrentes e invitados especiales
- Antonio Borja como Lucas
- Gabriela Menéndez como Delfi
- Luis Fernando García como Báez
- Anaís Rodríguez como Vicky
- Heydi Ortega como Lorena
- Prisca Bustamante
- José Corozo como Tyron
- Conny Garcés como Estéfani (temporada 1)
- Ámar Pacheco como Xiomara Avendaño (temporada 1)
- Martín Calle como Genaro Tomalá (temporada 1)
- Miriam Murillo como Gioconda Cabezas de Toro “Doña Gioco” (temporada 1)
- Marcela Ruete como María de Lourdes Lagos “Lulú” (temporada 1)
- Papaya Dada como ellos mismos
- Mis pequeños actores como ellos mismos
- Dora West como ella misma
- Chef Beto como el mismo
- Santiago San Miguel como el mismo
- Danilo Rosero como el mismo
- Josabet Carchi como ella misma
- Dúo del Ecuador como ellos mismos
- Andrea Bucaram como ella misma
- Alejandra Paredes como Lucciola (temporada 2)

## Episodios
| Temporada | Horario (CT)                     | Episodios | Primera emisión      | Última emisión          |
| Temporada | Horario (CT)                     | Episodios | Fecha                | Fecha                   |
| --------- | -------------------------------- | --------- | -------------------- | ----------------------- |
| 1         | Lunes a viernes 21:00 - 22:00 h. | 52        | 8 de octubre de 2024 | 23 de diciembre de 2024 |
| 2         | Lunes a viernes 21:00 - 22:00 h. | -         | 18 de agosto de 2025 | -                       |

## Producción
Durante el primer semestre de 2024, Ecuavisa anunció que adquirió los derechos para realizar la adaptación ecuatoriana de la exitosa historia argentina Los Roldán, protagonizada por Miguel Ángel Rodríguez y Claribel Medina en 2004, la cual ya tuvo sus propias versiones locales en otros países como Los Reyes (protagonizada por Enrique Carriazo y Geraldine Zivic) en Colombia, Los Sánchez (protagonizada por Luis Felipe Tovar y Martha Mariana Castro) y Una familia con suerte (protagonizada por Arath de la Torre, Mayrín Villanueva y Luz Elena González) en México, y Fortunato (protagonizada por Marcial Tagle y Mariana Loyola) en Chile. 
En esta ocasión, se confirmó a Diego Spotorno como su protagonista, quien regresa a Ecuavisa después de 10 años siendo sus últimos proyectos en la televisora la serie 3 familias y el programa matinal En contacto. El programa vespetino de la cadena, Los Hackers del Espectáculo, confirmó a Spotorno, al igual que a Cecilia Cascante, como protagonistas de la historia el 17 de mayo de 2024.
Con el pasar de los días, Ecuavisa fue revelando en sus respectivos programas a cada uno de los miembros del elenco, como Frank Bonilla, Gigi Mieles, Emma Guerrero, Nicolás Maiques, y el debut en telenovelas de los creadores de contenido Luciana Guschmer y Mauro Falcón, más conocido como Kachafa.
En el mes de junio de 2024 se realizaron las primeras grabaciones de los promocionales de la telenovela, con el elenco completo.Las grabaciones de la telenovela arrancaron de manera formal en agosto de 2024. Para la grabación de esta novela, se necesitaron 8 escenarios dentro de 4 estudios, además de construir el barrio donde se desarrolla la trama de la historia, dentro de las instalaciones del canal. Las grabaciones de la telenovela finalizaron en febrero de 2025.